# Stairway to Heaven
«Stairway to Heaven» (с англ. — «Лестница на небеса») — песня английской рок-группы Led Zeppelin, выпущенная 8 ноября 1971 года на четвёртом безымянном студийном альбоме группы (широко известном как Led Zeppelin IV) на лейбле Atlantic Records. Сочинённая гитаристом группы Джимми Пейджем на слова, написанные вокалистом Робертом Плантом, она широко считается одной из величайших рок-песен всех времён, а некоторыми критиками — величайшей.
Песня состоит из трёх частей, каждая из которых постепенно увеличивается по темпу и динамики. Песня начинается в медленном темпе с акустическими инструментами (гитарой и блокфлейтами), а затем вводятся электрические инструменты. Заключительная часть представляет собой хард-роковую аранжировку в быстром темпе, подчеркнутую гитарным соло Пейджа и вокалом Планта, которая заканчивается жалобной строкой а капелла: «And she’s buying a stairway to heaven».
Песня «Stairway to Heaven» заняла третье место в 2000 году по версии VH1 в списке «100 величайших рок-песен», в 2004 году журнал Rolling Stone поместил «Stairway to Heaven» на 31 место в списке «500 величайших песен всех времён». Это была самая запрашиваемая песня на ЧМ-вещаниях в США в то время, несмотря на то, что она никогда не была выпущена в качестве сингла в США. В ноябре 2007 года благодаря продажам загрузок, продвигающих релиз Mothership группы Led Zeppelin, «Stairway to Heaven» достигла 37 места в британском чарте синглов.

## Композиция
Песня «Stairway to Heaven» описывается как прогрессивный рок , фолк-рок, и хард-рок . Песня состоит из трёх отдельных частей, начинающихся тихим вступлением на подобранной пальцами шестиструнной акустической гитаре и четырёх блокфлейтах (заканчивается в 2:15) и постепенно переходящих в медленную электрическую среднюю часть (2:16-5:33), затем длинное гитарное соло (5:34-6:44), перед финальной секцией в стиле хард-рок (6:45-7:45), завершающейся коротким эпилогом только с вокалом. Плант поёт вступительную часть, середину и эпилог в своём среднем вокальном диапазоне; он поёт отрывок из хард-рока в своём высоком диапазоне, граничащем с фальцетом.
Написанная в тональности ля минор, песня начинается с арпеджированного гитарного аккорда, подобранного пальцами, с хроматической нисходящей басовой линией A-G♯-G-F♯-F. Для ритм-партий Пейдж использовал акустическую гитару Harmony Sovereign H1260 и 12-струнную электрогитару Fender Electric XII, на которой играл непосредственно на доске. Джон Пол Джонс использовал звукозаписывающие блокфлейты (вероятно, сопрано, альт, тенор и бас) во вступительной части (он использовал меллотрон, а позже рояль Yamaha CP-70B и Yamaha GX1 для синтеза этой аранжировки на живых выступлениях) и Hohner Electra-Piano электрическое пианино в средней секции.
Секции состоят из большего количества гитарных аккордов, каждый из которых дополняет вступление, а барабаны вступают в 4:18. Расширенное гитарное соло в заключительной части песни было сыграно для записи на Fender Telecaster 1959 года выпуска, подаренном Пейджу Джеффом Беком (инструмент, который он активно использовал в The Yardbirds), подключенном к гитарному усилителю Supro, хотя в интервью, которое он дал журналу Guitar World, Пейдж сказал: «Возможно, это был Marshall, но я не могу вспомнить». Было записано три разных импровизированных соло, и Пейдж мучительно раздумывал, какое из них сохранить. Позже Пейдж признался: «Я действительно проработал первую фразу, а затем была фраза-связующее звено. Я проверил их заранее, прежде чем запустить запись». Он сравнил эту песню с оргазмом. Последовательность аккордов Am-G-F-G в третьей части песни, сосредоточенная на ля миноре, типична для последовательности аккордов в эолийском ладе.

## Sunset Sound mix
Другая версия этой песни Led Zeppelin представлена в ремастеринговой версии deluxe на двух CD Led Zeppelin IV. Названная «Stairway to Heaven (Sunset Sound Mix)», она была записана 5 декабря 1970 года в Island Studio, No. 1, в Лондоне с инженером Энди Джонсом и помощником инженера Диггсом. Эта версия длится 8:04, в то время как оригинальная версия длится 8:02.

## История создания
Песня «Stairway to Heaven» появилась в 1970 году, когда Джимми Пэйдж и Роберт Плант проводили время в валлийском коттедже Bron-Yr-Aur, отдыхая после завершения пятого американского концертного тура Led Zeppelin. Как вспоминал Пэйдж, инструментальная часть писалась им на протяжении долгого времени; вокальная — возникла однажды вечером в Bron-Yr-Aur. Пэйдж повсюду носил с собой кассетный магнитофон, и композиция родилась у него из нескольких разрозненных фрагментов, записанных на плёнку.

### Запись
Запись «Stairway to Heaven» началась в декабре 1970 года в Basing Street Studios, новой лондонской студии Island. Завершена она была уже после того, как Роберт Плант написал текст песни в ходе сессии, продолжившейся в 1971 году в Хэмпшире. После этого Пэйдж вернулся в Island Studios и записал гитарное соло: «Я [всегда] старался добавлять соло в самом конце, потому что хотел, чтобы оно полностью соответствовало содержанию текста. Обычно я сначала разминался, разминался, а потом говорил: „Включайте красную лампочку“. На эти соло не нужно было тратить много часов; я понимал, получается у меня или нет. Я никогда не творил их ноту за нотой. Соло всегда были… как если бы я сделал глубокий вдох и начинал мчаться вперёд. Соло в Stairway из той же категории».
Аккомпанемент на флейте в начале композиции играет Джон Пол Джонс при помощи меллотрона, который перезаписал стоковые записи магнитных лент меллотрона звуками флейты.

#### Текст песни
Роберт Плант так говорил об «автоматическом» характере сочинения текста песни:

Мы c Пейджем сидели перед камином в Хедли-Грейндж. Пейдж придумал аккорды и наигрывал их мне. У меня под рукой лежали бумага и карандаш, и я отчего-то был в очень плохом настроении. Затем внезапно моя рука начала записывать слова: «Живёт одна дама, которая уверена, что золото — всё, что блестит, и она покупает лестницу в небо». Я продолжал сидеть, уставившись на эти слова, а затем буквально подскочил на месте от изумления.

Как утверждал Дэвис, Плант «часто замечал, что может почувствовать, как его пером двигает какая-то высшая сила».
По мнению Пейджа, «в песне кристаллизована самая суть группы. В ней есть всё, и всё самое лучшее нас как коллектива, как творческой единицы… …Не знаю, смогу ли я создать ещё что-то подобное. Мне нужно будет ещё тяжело потрудиться, прежде чем я приближусь к такой выразительности, такому блеску».

#### Слухи о сатанинском послании
Упорно ходят слухи о «сатанинском послании», якобы скрытом в «Stairway…» (несмотря на то, что все участники Led Zeppelin это отрицают); в подтверждение этой теории её сторонники обычно приводят тот факт, что Джимми Пейдж активно интересовался работами Алистера Кроули и даже купил дом, в котором некогда располагалась «сатанистская» (кроулианская) секта. Судя по всему, впервые это утверждение появилось в телепрограмме, транслировавшейся на некоммерческом христианском телеканале Trinity Broadcasting Network в 1982 году: в ней приводились примеры «скрытых сообщений», якобы зашифрованных в популярных рок-песнях, среди которых упоминалась и «Stairway to Heaven». Утверждалось, будто при обратной прокрутке плёнки с записью песни в ней можно расслышать слова: «Oh here’s to my sweet Satan // The one whose little path would make me sad, whose power is Satan» («О, это для моего милого Сатаны // Того, чей малый путь сделает меня печальным, того, кому принадлежит власть — Сатана…») и т. д. Некий Уильям Яррол, самопровозглашённый «исследователь-нейролог», объявил, что человеческое подсознание способно воспринимать подобные послания — несмотря на то, что на слух они не воспринимаются.
В ходе слушаний, проводившихся в 1980-х годах организацией PMRC (Parents Music Resource Center), созданной Типпер Гор, всплыли на поверхность и давние обвинения в адрес «Stairway to Heaven», текст которой якобы содержит изнаночные сатанинские послания (так называемые «backwards masking») — в куплете, начинающемся со слов: If there’s a bustle in your hedgerow… К однозначному выводу инициаторы дискуссии так и не пришли.
В связи с шумом, поднявшимся на этой почве, член совета штата Калифорния (California State Assembly) Фил Уаймен предложил[когда?] ввести закон, обязывающий музыкальные лейблы предупреждать о возможном присутствии «скрытых сообщений» в той или иной записи.
В то же время, существует теория, что эти слухи запустили производители проигрывателей виниловых пластинок. Согласно этой теории, подростки должны были пытаться услышать данное проклятие, прокручивая пластинку в обратную сторону, тем самым приводя проигрыватели в негодность.
Роберт Плант прокомментировал это так: «Меня всё это очень расстраивает, ведь „Stairway…“ была написана с самыми добрыми чувствами, и, в конце концов, не в моих это правилах — разворачивать плёнки задом наперёд, вставлять туда какие-то скрытые послания… Впервые я услышал об этом ранним утром в новостной программе. Я был просто опустошён, ходил туда-сюда и просто не в силах был этому поверить — неужели люди и правда воспринимают всерьёз подобные измышления?..»

#### Иск о нарушении авторских прав Spirit
Вступительные арпеджио для акустической гитары Пейджа напоминают инструментальную композицию «Taurus» 1968 года лос-анджелесской рок-группы Spirit, написанную гитаристом Spirit Рэнди Калифорнией. В аннотации к переизданию одноимённого дебютного альбома Spirit 1996 года Рэнди Калифорния написал: «Люди всегда спрашивают меня, почему „Stairway to Heaven“ звучит в точности как „Taurus“, который был выпущен двумя годами ранее. Я знаю, что Led Zeppelin также исполняли „Fresh Garbage“ на своём концерте. Они выступали на разогреве у нас во время своего первого американского тура.»
В мае 2014 года басист Spirit Марк Эндс и траст, действующий от имени Калифорнии, подали иск о нарушении авторских прав против Led Zeppelin и наложили судебный запрет на «выпуск альбома, содержащего песню», в попытке получить авторские права на Калифорнию, который умер в 1997 году. В качестве одной из причин, по которой Spirit не подала иск раньше, была названа нехватка ресурсов; по словам подруги матери Калифорнии, «ни у кого не было денег, и они думали, что срок исковой давности истёк… Было бы здорово, если бы Рэнди получил эту награду». Если бы судебный процесс по делу Spirit завершился успешно, прошлые доходы от этой песни, оцениваемые более чем в 550 миллионов долларов США, не были бы включены в мировое соглашение, но издатель и композиторы, возможно, имели бы право на долю будущей прибыли.
11 апреля 2016 года окружной судья Лос-Анджелеса Гэри Клаузнер постановил, что между песней и инструменталом достаточно сходства, чтобы присяжные могли принять решение по иску, и судебное заседание было назначено на 10 мая. Иск о нарушении авторских прав был подан Майклом Скидмором, доверенным лицом покойного гитариста, чьё официальное имя было Рэнди Вулф. 23 июня жюри присяжных постановило, что сходство между песнями не является нарушением авторских прав. В июле адвокат Скидмора подал уведомление об апелляции на решение суда. В марте 2017 года вердикт был обжалован, главным аргументом было то, что присяжные должны были иметь возможность услышать записанную версию «Taurus». 28 сентября 2018 года коллегия из трех судей Девятого округа удовлетворила апелляцию, частично отменив её и направив в окружной суд США по Центральному округу Калифорнии для проведения нового судебного разбирательства по нескольким доказательственным и процессуальным вопросам. 10 июня 2019 года Девятый окружной суд назначил повторное слушание в закрытом режиме, что означало, что дело будет рассмотрено более многочисленной коллегией из 11 судей.
В статье Bloomberg Businessweek, опубликованной вскоре после этого решения, отмечалось, что толкование законов судьей Девятого округа подразумевало, что ключевые элементы многих классических рок-песен, включая «Stairway to Heaven», которые были записаны до 1978 года, изначально не были защищены авторским правом. Комиссия заявила, что сфера действия авторских прав на эти песни ограничена тем, что было включено в депозитную копию нот песни, предоставленную в Бюро по защите авторских прав; на суде Пейдж показал, что депозитная копия не включала ни вступление, которое было предметом спора, ни его гитарное соло. Репортер Bloomberg Вернон Сильвер обнаружил, что копии других классических рок-песен той эпохи, таких как «Hotel California», «Born to Run» и «Free Bird», содержат только основные аккорды, текст и мелодию песни, без каких-либо соло или других отличительных музыкальных штрихов. Эксперты по авторскому праву не смогли сказать, защищены ли эти элементы авторским правом или нет; юристы Led Zeppelin утверждают, что они есть, даже если не включены в копию, предоставленную на хранение. Сильвер сделал электронный мэшап нескольких из этих элементов из разных песен и приложил его к статье.
9 марта 2020 года Апелляционный суд девятого округа США в Сан-Франциско, штат Калифорния, вынес решение в пользу Led Zeppelin, заявив, что «Stairway to Heaven» не нарушает авторских прав «Taurus». Девятый окружной суд в полном составе использовал свое решение, чтобы отменить спорное «правило обратного соотношения», на которое он опирался в течение последних нескольких десятилетий в своих решениях по авторским правам, заявил: «Поскольку правило обратного отношения, которое не является частью закона об авторском праве, противоречит логике и создает неопределенность для судов и сторон, мы пользуемся этой возможностью, чтобы отменить правило в Девятом апелляционном суде и отменить наши предыдущие дела об обратном». Этот вердикт был немедленно применён к делам, находящимся на рассмотрении в Девятом суде: долгая тяжба вокруг «Dark Horse» Кэти Перри, в ходе которой присяжные вынесли решение не в пользу неё на сумму 2,8 миллиона долларов, была отменена через неделю после вынесения вердикта Девятого суда по делу «Stairway to Heaven» в связи с новым решением Девятого суда и что в случае с «Dark Horse» аргумент сходства сильно повлиял на правило обратного соотношения. 5 октября Верховный суд США отказал в выдаче свидетельских показаний компании Andes и фонду, оставив в силе решение Девятого окружного суда в пользу Led Zeppelin. Решение суда исключает возможность дальнейших апелляций, тем самым прекращая спор об авторских правах.

## Награды
| Публикация            | Страна         | Награда                                                               | Год  | Оценка |
| --------------------- | -------------- | --------------------------------------------------------------------- | ---- | ------ |
| Зал славы рок-н-ролла | США            | «500 песен Зала славы рок-н-ролла, оказавших влияние на его развитие» | 1994 | *      |
| Classic Rock          | Великобритания | «10 лучших песен»                                                     | 1999 | 1      |
| VH1                   | США            | «100 величайших рок-песен всех времён»                                | 2000 | 3      |
| RIAA                  | США            | «Песня века»                                                          | 2001 | 53     |
| Грэмми                | США            | «Зал славы премии «Грэмми»                                            | 2003 | *      |
| Rolling Stone         | США            | »500 величайших песен всех времён"                                    | 2003 | 31     |
| Q                     | Великобритания | «100 песен изменивших мир»                                            | 2003 | 47     |
| Toby Creswell         | Австралия      | «1001 песня: Великие песни всех времен»                               | 2005 | *      |
| Q                     | Великобритания | «100 величайших песен всех времён»                                    | 2006 | 8      |
| Rolling Stone         | США            | «100 величайших гитарных песен всех времён»                           | 2008 | 8      |
| Triple J              | Австралия      | «Горячая сотня всех времён»                                           | 2009 | 10     |
| Guitar World          | США            | «100 величайших гитарных соло»                                        | 2006 | 1      |

(*) Ненумерованный список.

## Наследие
Stairway to Heaven считается одной из лучших песен Led Zeppelin (наряду с Whole Lotta Love и Kashmir), и одной из величайших рок-песен всех времён. И даже огромная по тем временам длительность (8 минут и 2 секунды) не помешала песне стать культовой. Соло Джимми до сих пор считается одним из лучших в роке, да и одним из лучших гитарных соло вообще. По версии журнала Guitar World, соло из Stairway to Heaven занимает 1-е место в 100 лучших гитарных соло всех времён.

## Участники записи
- Роберт Плант — ведущий вокал, тамбурин
- Джимми Пейдж — акустические и электрические гитары, электрическая 12-струнная гитара
- Джон Пол Джонс — блокфлейты, электрическое пианино Hohner, бас-гитара
- Джон Бонэм — ударная установка

## Кавер-версии
На «Stairway to Heaven» записано множество кавер-версий.
- Gregorian исполнили «Stairway to Heaven» в стиле песнопений григорианских монахов.
- Проект The Australian Doors Show на одном из концертных выступлений исполнили «Stairway to Heaven» в стилистике, напоминающей оригинальную «When the Music’s Over» The Doors.
- Кавер-версия в исполнении группы Far Corporation (продюсер Франк Фариан) достигла 8 строчки в британском сингл-чарте и оставалась в топ-100 в течение 11 недель[64].
- Долли Партон с 2002 исполняла на концертах интересную версию «Stairway to Heaven» с легким кантри-окрасом.
- Фрэнк Заппа исполнил кавер-версию «Stairway to Heaven»[когда?].
- Вступительные аккорды звучат в композиции 1976 года «До тебя два шага» ВИА «Поющие гитары».